# Земледелие
Земледе́лие — одна из основных отраслей сельскохозяйственного производства, основанная на использовании земли с целью выращивания сельскохозяйственных культур, а также соответствующий раздел агрономии.

## Возникновение земледелия

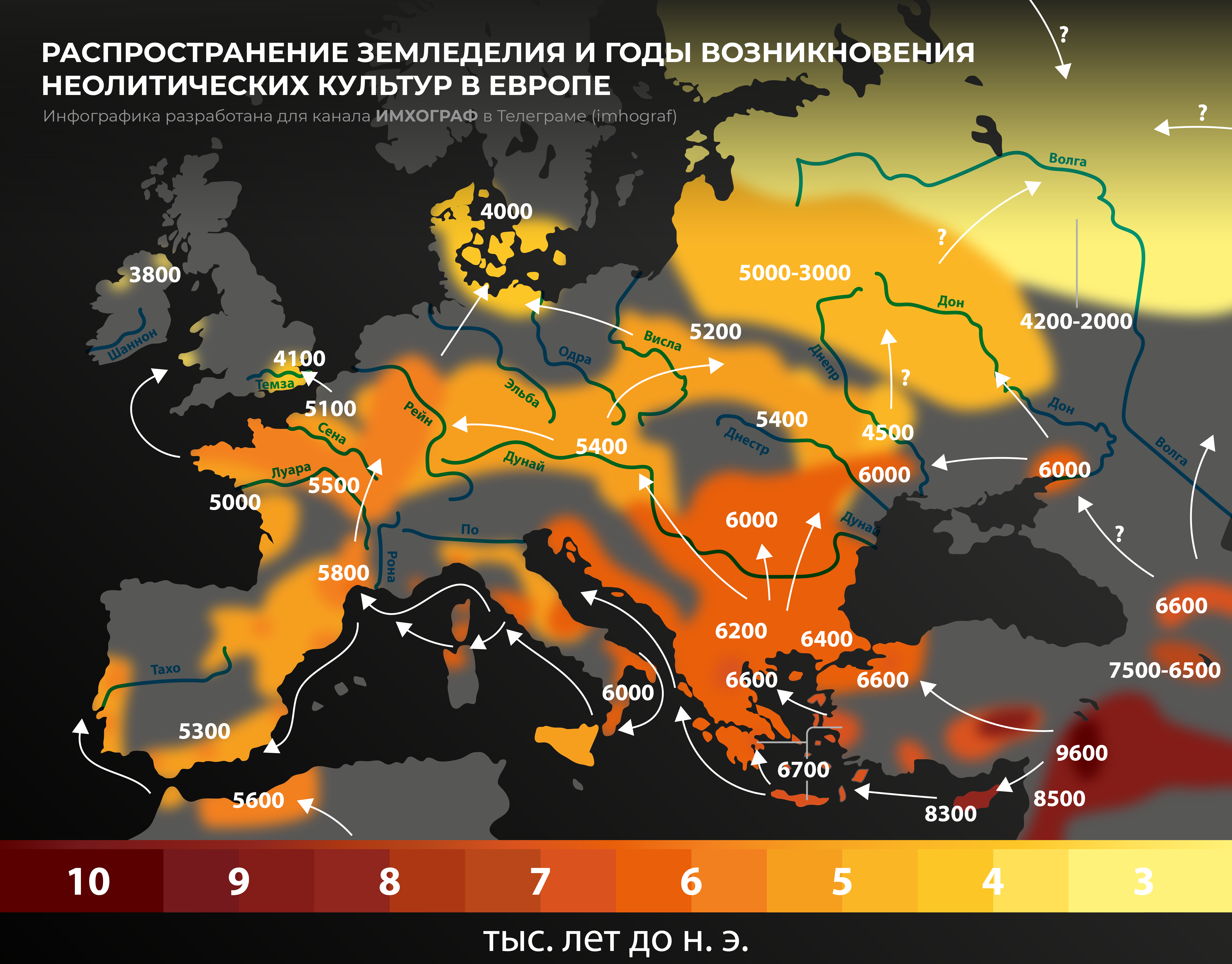
Распространение земледелия из Плодородного полумесяца по территории Европы с датами

| Дата, тыс. л. до н. э. | Европа | Северо-Восточная Африка                                                                     | Месопотамия и Левант | Юго-Восточная Азия                                                                           |
| ---------------------- | --- | ------------------------------------------------------------------------------------------- | --- | -------------------------------------------------------------------------------------------- |
| 9                      | |                                                                                             | Докерамический неолит Б на территории современной Турции (Невалы-Чори, 9250 до н. э.) — пшеница                                                      |                                                                                              |
| 8                      | |                                                                                             | Докерамический неолит А (Левант, Северная Месопотамия) — пшеница, ячмень, бобовые                                                                    |                                                                                              |
| 7                      | Культура Неа-Никомедия (Северная Греция, Македония; 6230±150 л. до н. э.) — земледелие;                                                                                           |                                                                                             | Хассунская культура (Северная Месопотамия) — земледелие: пшеница, полба, ячмень; культура Джармо (Иракский Курдистан) — земледелие: пшеница, ячмень. |                                                                                              |
| 6                      | Буго-днестровская культура — земледелие: пшеница, ячмень, просо; культура Караново (южная Болгария) — земледелие; культура Кёрёш (в Венгрии, в бассейне реки Кёрёш) — земледелие. | Тасийская культура (Северо-восточная Африка, Средний Египет) — земледелие: пшеница, ячмень. | Убейд (Месопотамия) — земледелие. | Культура хэмуду (южная часть Восточного Китая, нижнее течение реки Янцзы) — земледелие: рис. |

## Виды земледелия

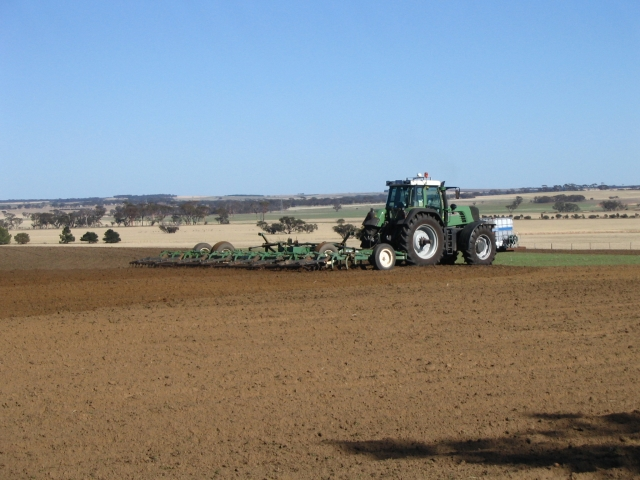
Культивирование после дождя.

В зависимости от почвенно-климатических условий, земледелие подразделяется на:
- Мелиоративное земледелие — земледелие на мелиорированных землях
- Орошаемое земледелие — земледелие с применением различных видов орошения
- Богарное земледелие — земледелие в засушливых районах с использованием влаги ранневесеннего периода

Почва и растение являются основным объектами земледелия.

## Факторы плодородия

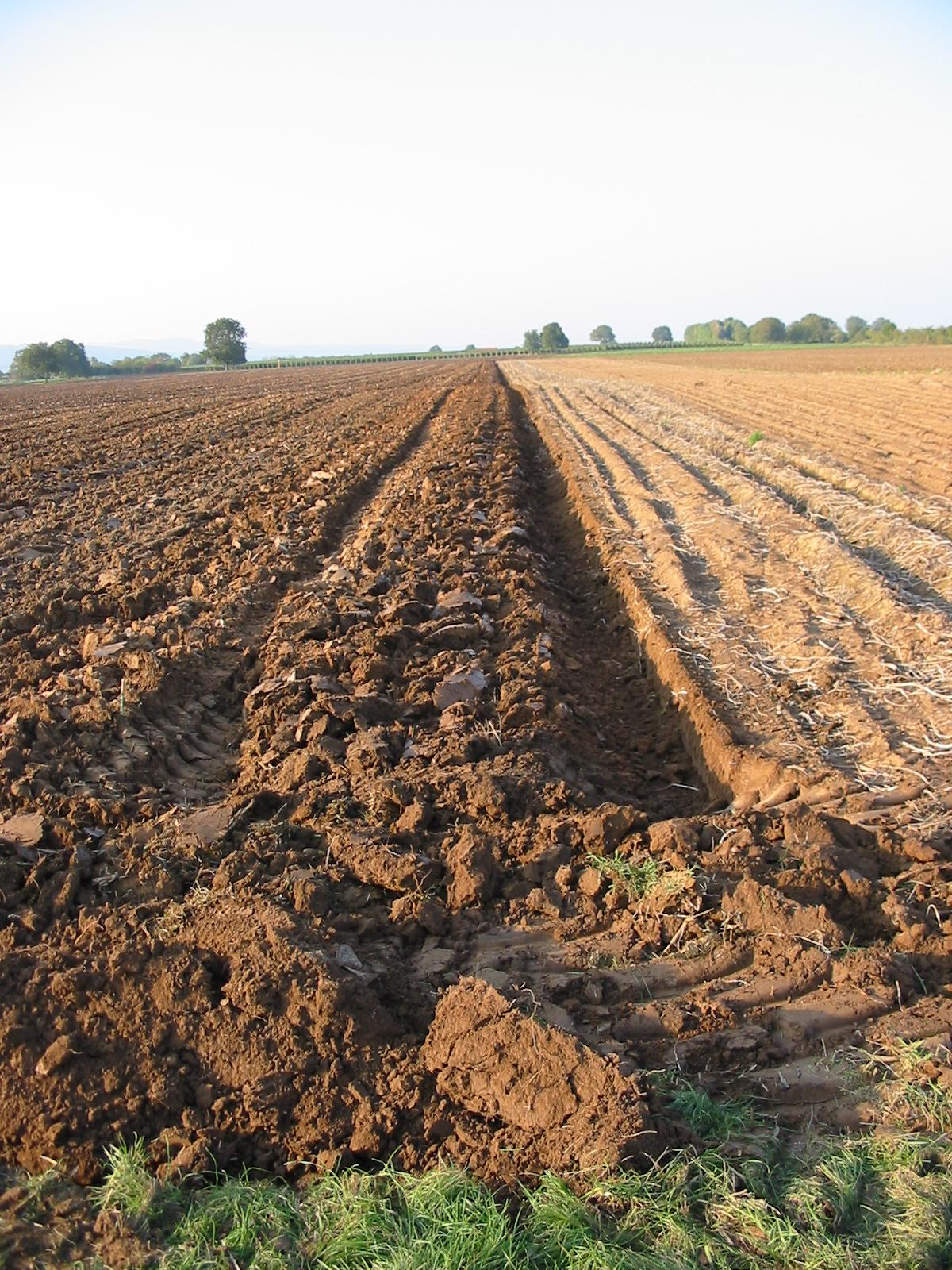
Обработанное поле

Почва — верхний слой земной коры, обладающий плодородием.
Дословная расшифровка слова («плодородие» — родить плоды), под плодами в производстве растениеводческой продукции (продукты для питания человека или корма для животных) понимается урожай растений. Плодородие почвы является основным показателем, характеризующим качество почвы. Это способность почвы служить культурным растениям средой обитания, источником и посредником в обеспечении земными факторами жизни (вода, питательные элементы, почвенный воздух) и выполнять экологическую функцию.
Основные показатели почвенного плодородия, необходимые для формирования высоких урожаев большинства возделываемых сельскохозяйственных культур:
- агрофизические (плотность почвы в среднем около 1,1 — 1,2 г/см3, пористость 50 — 55 %, из которой 25 — 30 % приходится на почвенный воздух; мелкокомковатая структура, водопрочность макроструктуры (10,0 — 0,25 мм) составляет более 40 %);
- биологические (содержание гумуса не менее 2,5 — 3,5 %; биоактивность почвы — высокая, фитосанитарное состояние (на уровне экономического порога вредоносности, отсутствуют возбудители болезней и вредители));
- агрохимические (кислотность почвы 6,0 — 6,5 (близка к нейтральной), сумма поглощённых оснований 7 — 12 мг.экв/100 г. почвы, содержание подвижных соединений азота от 30 до 50, фосфора 150—250, калия 200—300 мг/кг, содержание микроэлементов: Cu — 0,8 — 1,2; Mo — 0,2 — 0,4; B — 0,5 — 0,6; Zn — 5,0 — 7,0 мг/кг).

## Системы земледелия

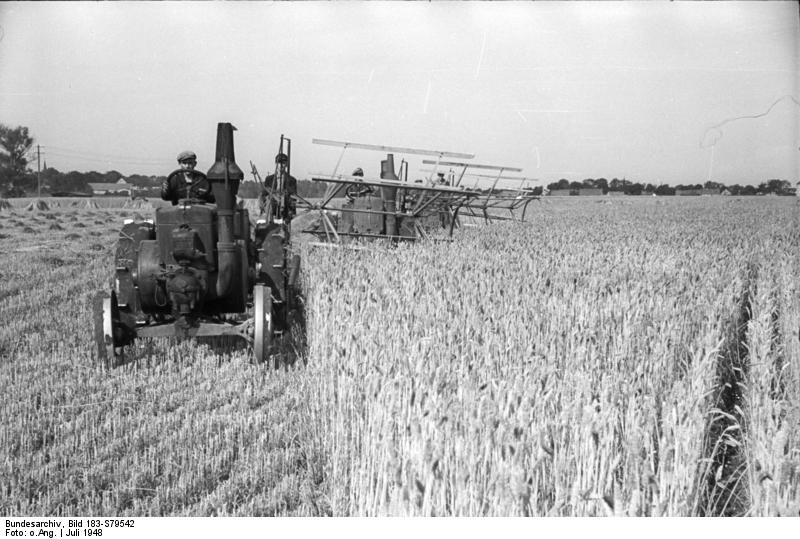
Скашивание зерновых в Германии, 1948 год

Комплекс взаимосвязанных агротехнических мелиоративных и организационных мероприятий, направленных на эффективное использование земли, сохранение и повышение плодородия почвы, получение высоких и устойчивых урожаев сельскохозяйственных культур называется Система земледелия.
Основные виды:
- Адаптивно-ландшафтная система земледелия — представляет собой сложный комплекс технологий производства растениеводческой продукции и воспроизводства плодородия почвы, обеспечивающих агрономическую и экономическую эффективность использования специфики земель конкретного хозяйства на основе их агроэкологической группировки.

- Зернопаровая система — система земледелия, при которой преобладающую площадь пашни занимают зерновые культуры, значительная площадь отведена под чистые пары, а плодородие почвы поддерживается и повышается обработкой почвы и внесением удобрений.

- Пропашная система — система земледелия, при которой большую часть пашни занимают посевы пропашных культур, а плодородие почвы поддерживается и повышается за счёт интенсивного применения удобрений.
- Травопольная система — система земледелия, при которой часть пашни в полевых и кормовых севооборотах используется под многолетние травы, являющиеся кормовой базой и главным средством поддержания и повышения плодородия почв.
- Плодосменная система — система земледелия, при которой не более половины площади пашни занимают посевы зерновых, на остальной части возделываются пропашные и бобовые культуры.
- Почвозащитная система — система земледелия, основанная на зерно-паровых севооборотах с полосным размещением сельскохозяйственных культур и пара, плоскорезной обработке почвы, внесении удобрений и мероприятиях по накоплению влаги.

Выделяют несколько систем земледелия по критерию их интенсификации: примитивные, экстенсивные, переходные от экстенсивных к интенсивным, интенсивные.
Примитивные системы земледелия
- переложное земледелие — истощившиеся участки забрасываются, а затем снова используются после естественного восстановления;
- подсечно-огневое земледелие — лес выжигают и сеют культуры прямо в золе, через несколько лет переходят на новый участок;
- лесопольное земледелие — участок засеивается вновь через некоторое время после зарастания лесом;
- залежное земледелие — осваивается целина, по мере истощения переходят на новые участки, а старые забрасываются;
- ирригационное земледелие основано на искусственном орошении. Есть примитивные формы и сложные.

Экстенсивные системы земледелия
- паровое зерновое земледелие
- многопольно-травяное земледелие

Переходные системы земледелия
- улучшенное зерновое земледелие (введение в зерно-паровые севообороты многолетних трав или пропашных культур, более рациональное использование земель и удобрений);
- травопольное земледелие

Интенсивные системы земледелия
- плодосменное земледелие — плодородие почвы поддерживается и улучшается чередованием культур (зерновых, бобовых и пропашных), повышенным удобрением и тщательной обработкой почвы;
- пропашное земледелие — с применением ирригации, удобрений, научно обоснованной агротехники.

Также выделяют системы земледелия с «щадящим» режимом природопользования, как пермакультура, органическое сельское хозяйство и система нулевой обработки почвы.

## Системы обработки почвы
- отвальная
- безотвальная
- минимальная
- специальная
- гравитационная
- нулевая обработка

## Законы земледелия
- Закон минимума, оптимума, максимума. Величина урожая определяется фактором, находящимся в минимуме. Наибольший урожай получается при оптимальном действии факторов. При максимальном (избыточном) действии фактора урожай также снижается.
- Закон равнозначности и незаменимости факторов жизни растений.
- Закон совокупного действия факторов жизни растений. Сумма эффектов от каждого фактора в отдельности всегда меньше эффекта от совместного действия факторов.
- Закон возврата. Необходимо возместить вынос элементов минерального питания с избытком.
- Закон плодосмены.
- Закон убывающего плодородия (закон Тюрго-Мальтуса, закон убывающей отдачи). Повышение удельного вложения энергии в агросистему не даёт адекватного пропорционального увеличения её продуктивности.
- Закон минимума. Данный закон утверждает, что величина урожая определяется фактором, находящимся в минимуме. Впервые этот закон сформулировал Ю. Либих. Он считал, что рост урожая прямо пропорционален увеличению количества фактора, находящегося в минимуме. Для наглядной демонстрации закона минимума использовали так называемую «бочку Добенека», отверстия в которой условно обозначают отдельные факторы жизни растений. Они находятся на разной высоте, которая соответствует количеству фактора. Максимально возможный урожай растений (бочка заполнена доверху) достигается при оптимальном наличии всех факторов (все отверстия находятся одинаково высоко). Однако фактический урожай определяется высотой самого низкого отверстия, то есть количеством фактора, находящегося в сильнейшем минимуме. Если увеличить количество данного фактора (поднять отверстие), то уровень воды в бочке (урожай растений) будет определять следующий оказавшийся наиминимальнейшим фактор. Кажущаяся простота и очевидность действия закона минимума, однако, требуют уточнения. Некоторые исследователи выявили относительный характер этого закона. А. Майер показал, что закон минимума необходимо принимать с учётом действия не только питательных веществ растений, но и всей совокупности факторов жизни. Э. Вольни распространил закон минимума и на качество урожая, установив зависимость действия отдельного фактора от всей совокупности других факторов. Ю. Либих был вынужден признать понижающийся эффект каждого увеличения отдельно взятого фактора.